# Chen Meng
Chen Meng (n. 15 ianuarie 1994, Qingdao, Republica Populară Chineză) este o jucătoare de tenis de masă ce a reprezentat Republica Populară Chineză, medaliată olimpică. A participat la două ediții ale Jocurilor Olimpice (2020, 2024) în care a câștigat patru medalii de aur.